# Camino Oskoz
Maria Camino Andrea Oskoz Urriza, més coneguda com a Camino Oskoz, (Pamplona, 11 d'abril de 1910 - Urbasa, 10 d'agost de 1936) va ser una mestra d'escola republicana basca, afiliada al sindicat UGT, secretària del Partit Comunista d'Espanya, assistent al Socors Roig Internacional i víctima de la Guerra civil espanyola a Navarra.

## Orígens
Oskoz va néixer l'11 d'abril de 1910 al carrer Santo Domingo de Pamplona. Era la menor de quatre fills dels cansaladers del mercat de Santo Domingo, Antonio i Anastasia, els quals van morir per la grip espanyola de 1918 deixant orfes als seus fills que van haver de ser criats per familiars. Va acabar els seus estudis al Col·legi de les Teresianes de Pamplona amb bones notes. El 1930 va obtenir la plaça de mestra a Gorza, a la Vall de Salazar.
Va estar afiliada a la Federació de Treballadors de l'Ensenyament (FETE), secció sindical vinculada a la Unió General de Treballadors (UGT). Del 4 a l'11 de setembre de 1932 va participar en els debats de la Setmana Pedagògica de Pamplona. També va ser membre del Partit Comunista d'Espanya (PCE) i es va unir al Socors Roig Internacional (SRI) després de la Revolució d'Astúries de 1934. Va ser companya sentimental de Tomas Aritz, líder del PCE a Pamplona. Durant la seva curta vida docent i militant, Oskoz va tenir un triple compromís amb l'educació, la igualtat i la justícia.

## Detenció i assassinat
A l'edat de 22 anys va ser secretària del Partit Comunista d'Espanya. El 31 de juliol de 1936 va ser detinguda i portada a la presó de Pamplona. Oskoz, de 26 anys, va patir vexacions (li van rapar el cabell, la van obligar a prendre oli de ricí), tortura i, probablement, violació. El 31 de juliol de 1936, amb el vist-i-plau de les autoritats religioses, els falangistes la van passejar públicament per Pamplona amb la roba esquinçada i plena de brutícia i després d'onze dies, el 10 d'agost, va ser assassinada a trets pels carlins durant el seu trasllat a Urbasa i el seu cadàver llançat al Balcó de Pilatos. El cadàver d'Oskoz va caure fins a Baquedano on continua desaparegut.

## Memòria
La seva història es va recollir al llibre Camino Oscoz y otras historias del 36 (traduïble com a "Camino Oskoz i altres històries del 36") de Joseba Ezeolaza, coordinador de l'Associació de Familiars d'Afusellats de Navarra 1936 (AFFNA-36): «Oscoz va ser assassinada perquè era perillosa per al règim, la van passejar com presonera per la ciutat, patint, com un trofeu, per a escarment públic», va explicar Ezeolaza. Abans que ell, Pío Baroja i José María Jimeno Jurío ja havien informat sobre l'assumpte.
Galo Vierge va ser un dels testimonis de la detenció i empresonament d'Oskoz. Quan va ser arrestat, Vierge va tenir l'oportunitat de conversar amb ella. Va informar sobre aquesta entrevista al llibre Los culpables: «Vaig començar a parlar amb la jove, pel cap baix, i em va explicar com va ser arrestada […] Em va dir que havien estat portats a la seu d'Izquierda Republicana, a la Plaça del Castillo, que havia estat presa pels falangistes. Allà, envoltada de falangistes, va patir tota mena d'humiliació per ser part del Partit Comunista; entre rialles i burles, li van fer beure un got d'oli de ricí i la van deixar arrestada a la comissaria».
L'Institut de la Memòria de Navarra va renovar i actualitzar el Mapa de Plaques de Navarra l'any 2018. Per mitjà d'aquest es posa a disposició del públic la informació sobre memòria històrica. Al mapa esmentat hi ha sis tombes a Sakana i sis a Urbasa. Al mapa també hi ha el nom de Maria Camino Oskoz.

## Homenatges
- El 23 de juny de 2018, el col·lectiu AFFNA-36 va instal·lar una petita placa en una llamborda del carrer Santo Domingo de Pamplona.[11]
- El 10 d'agost de 2018 el municipi de Gorza li va retre homenatge instal·lant una placa en honor seu a l'entrada de l'escola on va impartir classes.[5] Al lloc també s'hi va instal·lar una recreació d'una aula amb materials de l'època.[12][13]
- El 2019, un carrer del barri de Lezkairu a Pamplona va canviar el seu nom després d'una resolució municipal impulsada pel batlle Joseba Asirón.[1]